# There's a Beat in All Machines
There's A Beat In All Machines er det første album fra bandet VETO. Det blev udgivet mandag den 27. feb 2006 på TABU Records/Playground Music Denmark. 

## Nummerliste
1. "Can You See Anything?"
2. "We Are Not Your Friends"
3. "You Are A Knife"
4. "Cannibal"
5. "I Brought The BBQ"
6. "Short Fused"
7. "Self-made"
8. "From A To B"
9. "Breaking And Entering"
10. "It's A Test pt. 1"
11. "It's A Test pt. 2"